# شهرستان بنت (کلرادو)
شهرستان بنت، کلرادو (به انگلیسی: Bent County, Colorado) یک سکونتگاه مسکونی در ایالات متحده آمریکا است که در کلرادو واقع شده‌است.

## خصوصیات
شهرستان بنت ۳٬۹۹۱٫۱۹ کیلومترمربع مساحت دارد.

## نگارخانه

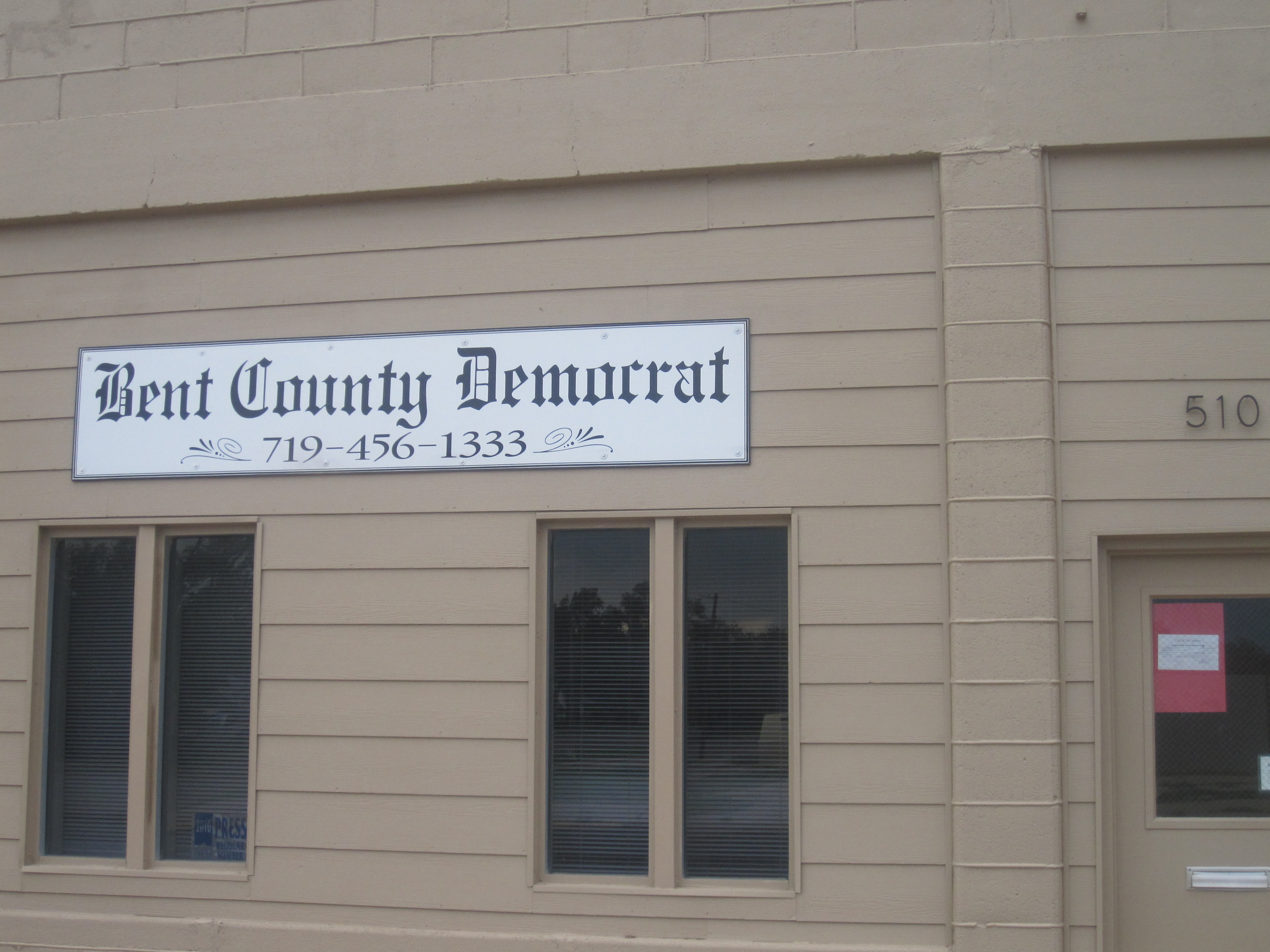
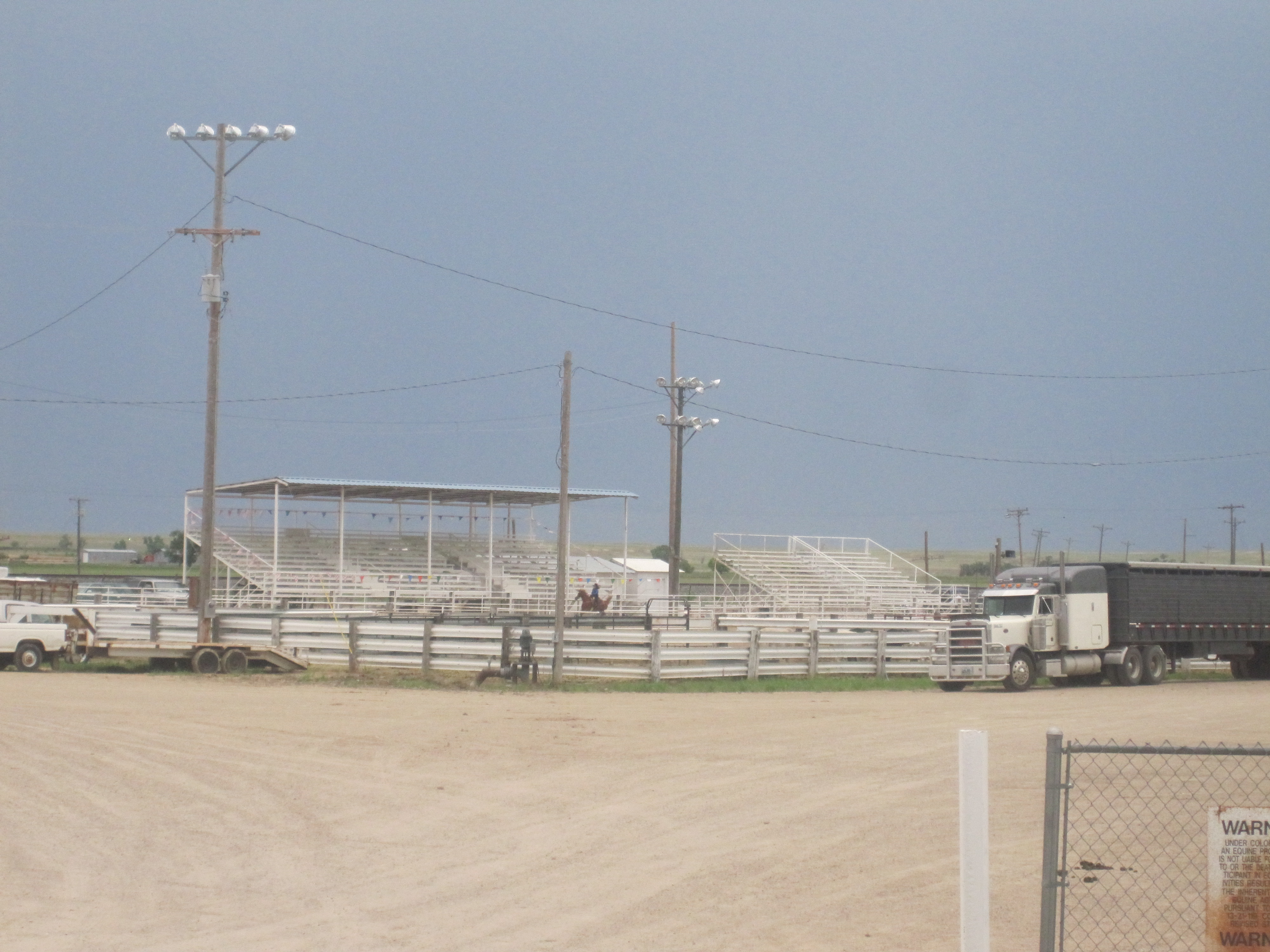